# Hallstätter Gletscher
Der Hallstätter Gletscher (in früherer Zeit auch Karleisfeld genannt) ist der größte Gletscher des Dachsteinmassivs.

## Lage

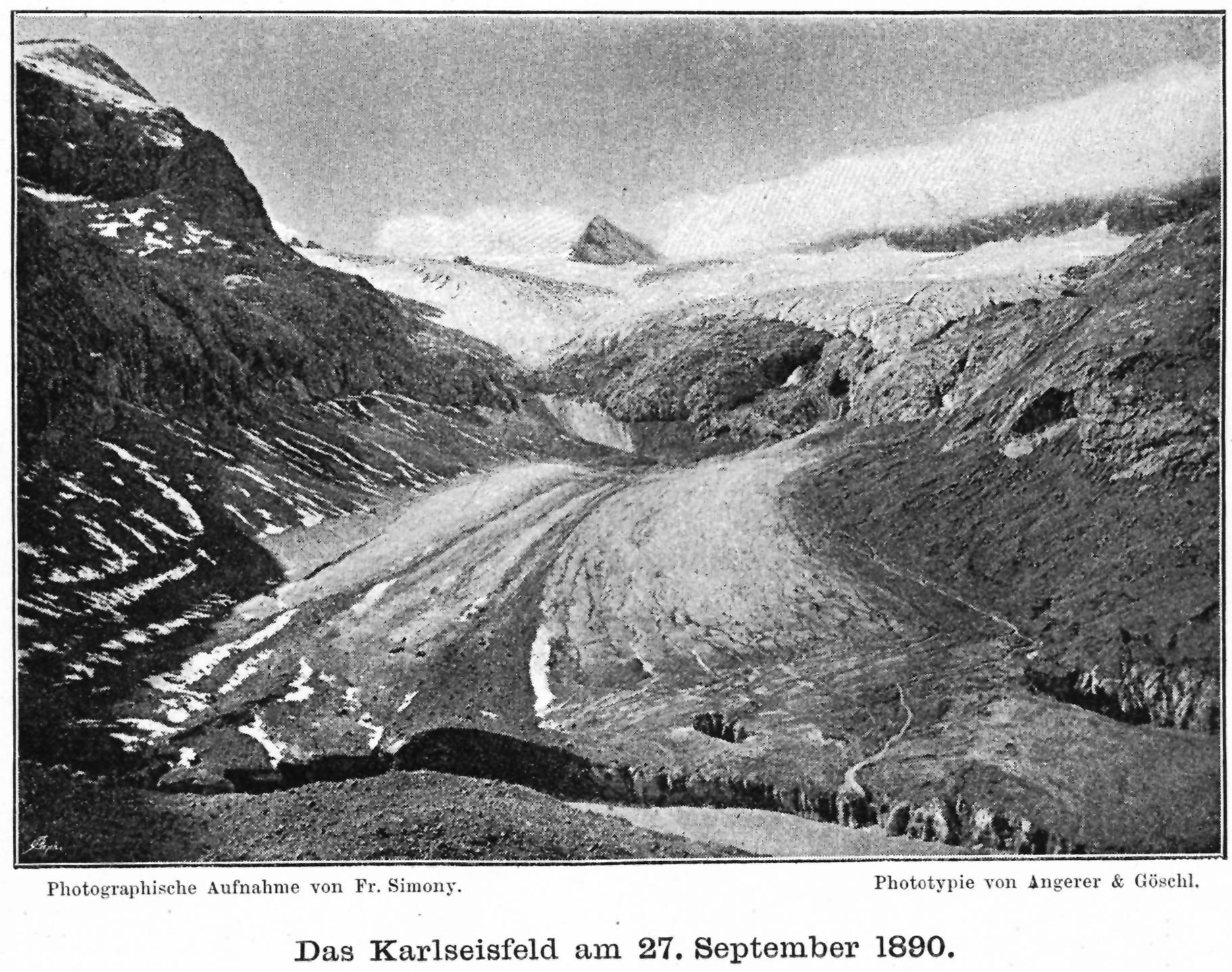
Hallstätter Gletscher 1890

Der Hallstätter Gletscher erstreckt sich direkt unterhalb des nördlichen Fußes des Dachsteingipfels bis zu den Eisseen unterhalb der 2205 m hoch gelegenen Simonyhütte. Östlich wird der Hallstätter Gletscher durch den Hohen Gjaidstein begrenzt. Am Zungenende westlich durch den Schöberl (2426 m) markant abgeschlossen, oberhalb durch die Ostflanke des Süd-Nord-Zugs des Hohen Kreuzes mit 2837 Metern begrenzt.
Im obersten Drittel ist der markante Orientierungspunkt Eisstein vom Gletscher umflossen. An seiner Wurzel im Süden ist er auch vom Hunerkogel und den Dirndln abgegrenzt.
Als typischer Karstgletscher hat der Hallstätter Gletscher keinen oberirdischen Abfluss, das Schmelzwasser wird über ein unterirdisches Höhlensystem abgeführt. Ein Großteil davon tritt am Waldbachursprung wieder zu Tage und fließt über den Waldbach dem Hallstätter See und damit der Traun zu.

## Gletscherstände
Vor rund 18.000 Jahren hatte die große Würm–Eiszeit ihren letzten Höchststand. Das gesamte südliche Salzkammergut wurde von einem Eisstromnetz durchzogen. Die Endmoränen dieser Kaltzeit bilden einen nahezu geschlossenen Zug von Traunkirchen bis Gmunden. Mehrere Male kam es im Spätglazial noch zu Klimaverschlechterungen, der Zerfall des Eisstromnetzes wurde von kurzen Vorstößen aber nur unterbrochen.
Um 10.000 vor heute (Ende des Spätglazials – Beginn des Postglazials) hatten sich die Dachsteingletscher auf das Plateau „Am Stein“ zurückgezogen. Eine nochmalige Unterbrechung des Abschmelzvorganges mit aktivem Gletscherverhalten wird in den Alpen als „Egesenstand“ bezeichnet. Da am Dachstein – sicher geländebedingt – keine eindeutigen Moränen dieses Vorstoßes vorhanden sind, muss dieser Gletscherstand rechnerisch rekonstruiert werden. Bei einem Schneegrenzniveau von rund 2200 m dürfte der damalige Hallstätter – Plateaugletscher eine Gesamtfläche von rund 1370 ha eingenommen haben, davon 820 ha im Nähr- und 550 ha im Zehrgebiet.
Vermutlich nur einige hundert Jahre später hatte sich der Hallstätter Gletscher in das Taubenkar zurückgezogen, in den großen Dolinen wie der Zirmgrube lagerten wahrscheinlich noch Toteiskörper, die beim endgültigen Abschmelzen „Pseudomoränen“ hinterließen. Nur ein im Süden des Taubenkars erkennbarer Wall, auf dem sich auch die Reste der verfallenen Taubenkar-Alm befinden, zeugt von einem Vorstoß oder einer längeren stationären Phase des Gletschers (Taubenkarstand).
Moränen, die durchschnittlich 30 m außerhalb der 1850er Moränen am Ostabhang des Taubenriedels einsetzen und parallel zu diesen ins Obere Taubenkar hinabziehen, wurden in der älteren Literatur dem frührezenten Fernau-Stadium zugeschrieben, müssen aber ein deutlich höheres Alter haben, da zwischen diesen beiden Moränenzügen mehrere Karsttische mit Sockelhöhen bis zu 5 cm beobachtet werden können. Diese auf vegetationsfreien Kalkschliffböden entstandenen Karsttische stellen eine Besonderheit dar. Dabei „schützen“ Felsblöcke den Untergrund vor mechanischer und chemischer Erosion, ein Sockel entsteht. Dieses Phänomen, das vielfach auf Gletschern beobachtet werden kann und als Gletschertisch bezeichnet wird, benötigt im Gestein mehrere Jahrtausende Entstehungszeit. Je nach Kalkbeschaffenheit, Lage und Exposition kann als Richt- bzw. Grobwert ca. 1 cm in 1000 Jahren angegeben werden. Das Vorhandensein von Karsttischen mit den erwähnten Sockeln bis zu 5 cm im Bereich zwischen den 1850er Moränen und den Moränen des Taubenriedlstandes beweist nun, dass dieses Gelände seit mehreren Jahrtausenden eisfrei gewesen sein muss, der sog. „Taubenriedelstand“ würde demnach auf einen Vorstoß (Gletscherschwankung) vor rund 4000 bis 6000 Jahren hinweisen.
Um 1600 verschlechterte sich das Klima erneut („Kleine Eiszeit“), es kam zu mehreren Vorstößen, der Hallstätter Gletscher erreichte schließlich um die Mitte des vorigen Jahrhunderts (1856-er Stand) seine größte Ausdehnung seit mehreren Jahrtausenden. Der anschließende Rückzug, nur unterbrochen von einem kurzen Vorstoß um 1920, ist v. a. durch die Forschungen und Zeichnungen von Friedrich Simony dokumentiert.
Wie bei der überwiegenden Zahl der österreichischen Gletscher ist seine Längenausdehnung seit mehreren Jahren rückläufig, von 2014 auf 2015 ging er im Durchschnitt um 21,7 m zurück, wobei die Zunge sich um 41,8 m verkürzte.